# Janusz Szczerkowski
Janusz Szczerkowski (ur. 9 maja 1954 w Bydgoszczy) – polski lekkoatleta wieloboista, mistrz Polski i olimpijczyk.

## Osiągnięcia
Wystąpił na igrzyskach olimpijskich w 1980 w Moskwie, gdzie zajął 10. miejsce w dziesięcioboju. Startował w tej konkurencji również z finałach Pucharu Europy w wielobojach w 1979 w Dreźnie (nie ukończył konkurencji) i Pucharu Europy w wielobojach w 1981 w Birmingham (11. miejsce).
Był mistrzem Polski w dziesięcioboju w 1980. Zdobył również halowe mistrzostwo Polski w siedmioboju w 1981 oraz wicemistrzostwo w 1977 i 1980. Był zawodnikiem BKS Bydgoszcz (1974-1977) i Bałtyku Gdynia (1978-1984).

## Rekordy życiowe
- dziesięciobój (stadion) – 7926 pkt. (15 czerwca 1980, Sopot)[2] – 10. wynik w historii polskiej lekkoatletyki[3]
- siedmiobój (hala) – 5915 pkt. (18 lutego 1981, Zabrze)[4].